# Willem Kes
Willem Kes est un chef d'orchestre et violoniste néerlandais, né le 16 février 1856 à Dordrecht et mort le 22 février 1934 à Munich.

## Biographie
Il est le premier chef permanent à avoir dirigé l'orchestre royal du Concertgebouw d'Amsterdam de 1888 à 1895.  Il quitte cette position pour diriger l'orchestre symphonique de Glasgow en Écosse. À partir de 1898, Kes travaille à Moscou, d'abord comme chef d'orchestre de la Société philharmonique de Moscou, puis de 1901 à 1904, à l'école musicale dramatique de la Société philharmonique de Moscou. Pendant sa période moscovite, Kes répand la musique de Richard Wagner : en 1902, il dirige au théâtre Bolchoï les représentations jointes de La Walkyrie et de Siegfried avec des solistes spécialement venus d'Allemagne,  et après avoir donné en 1904 des concerts d'extraits des Maîtres chanteurs de Nuremberg et de Tristan et Isolde, il provoque des réactions enthousiastes du public moscovite. Après un court séjour à Dresde, il est de 1905 à 1926 directeur du conservatoire de musique de Coblence. Il dirige notamment la soprano Dyna Beumer.
Parmi ses élèves, l'on peut distinguer Alexandre Medtner (à Moscou).